# 1571 w muzyce
Wydarzenia muzyczne w 1571 roku.

## Dzieła
- Elias Ammerbach – Orgel oder Instrument Tabulatur
- Gioseffo Zarlino – Dimonstrationi harmoniche

## Urodzili się
- 15 lutego – Michael Praetorius, niemiecki kompozytor i organista (zm. 1621)
- 23 kwietnia – Leon Modena, żydowski muzyk (zm. 1648)
- 27 grudnia – Johannes Kepler, niemiecki teoretyk muzyki (zm. 1630)

## Zmarli
- 13 lutego – Benvenuto Cellini, włoski muzyk (ur. 1500)
- 25 marca – Giovanni Animuccia, włoski kompozytor (ur. ok. 1514)
- 7 czerwca – Francesco Corteccia, włoski kompozytor i organista (ur. 1502)